# مقلية مائية
مقلية مائية (الاسم العلمي: Alcaligenes aquatilis) هي نوع من البكتيريا، سلبية الغرام، تتبع المقلية.